# 疙瘩短蜂介
疙瘩短蜂介（学名：Mutilus nodulosus）为半花介科短蜂介屬下的一个种。